# Bradina punctilinealis
Bradina punctilinealis là một loài bướm đêm trong họ Crambidae.